# Maison Marrast
La maison Marrast est une ancienne maison bourgeoise de la deuxième moitié du XIXe siècle reconvertie de nos jours en commerce située à Mont-de-Marsan, préfecture du département français des Landes.

## Présentation
La maison occupe le n°39 de la place Joseph-Pancaut (anciennement place du Port puis place du Commerce). Elle constitue un exemple de demeure de la bourgeoisie marchande travaillant en lien avec le port de Mont-de-Marsan, actif jusqu'en 1903.

### Architecture
Haute de ses trois étages, la maison, dotée d'une cage d'escalier monumentale et d'un toit mansardé, est ornée de vitraux de l'atelier Jean-Léon Delmas, maître verrier et peintre de Bordeaux, et offre une vue sur la Midouze et le quartier environnant.

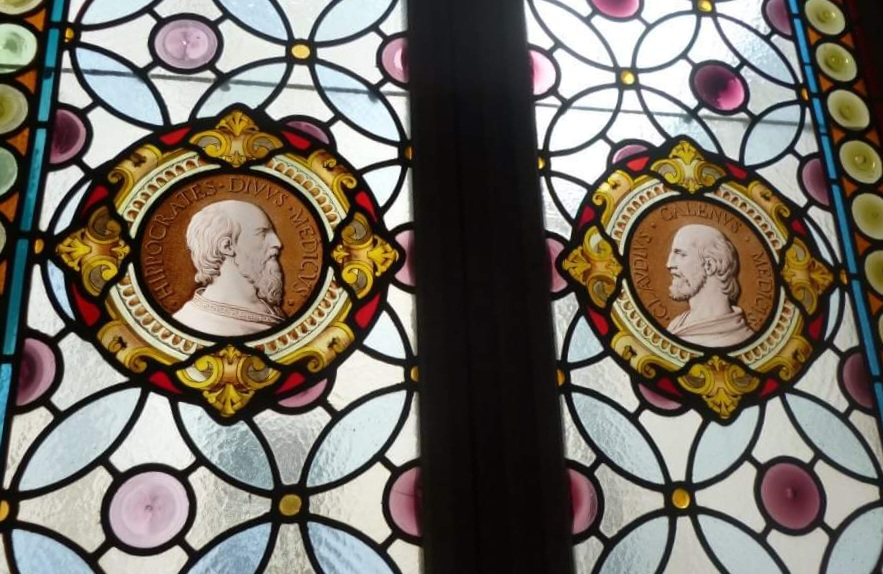
Détail de vitrail de la maison Marrast représentant les médecins de l'Antiquité Hippocrate (gauche) et Claude Galien (droite)

### Historique
Le premier propriétaire de la maison est Fortis Adolphe Marrast (1802-1881), maire de Mont-de-Marsan de 1852 à 1858 et conseiller général des Landes de 1858 à 1866, dont la famille est établie à Mont-de-Marsan depuis au moins le début du XVIIIe siècle. Prospérant dans le négoce de l'armagnac et des céréales, cette famille influente de commerçants est apparentée aux  Duvin et aux Bié, possédant eux-aussi hôtels particuliers et entrepôts sur les berges de la Midouze. Homme d'affaires avisé et propriétaire d'entrepôts le long de la cale Marrast et Bié, il possède aussi le château de Marrast à Bordères-et-Lamensans et fait édifier l'Hôtel Planté (l'actuel siège du Conseil départemental des Landes), où il demeure avant de le léguer au pianiste Francis Planté, neveu de sa défunte épouse.
La place où la maison est érigée est, au cours du XIXe siècle, l'épicentre de la vie économique de la ville, mêlant portefaix, bateliers et négociants. Jouxtant le port fluvial qui relie la cité au port de Bayonne, c'est de là que se font les entrées et sorties des marchandises. La place et les chaussées attenantes commencent par accueillir les habitations des familles de bateliers et des travailleurs portuaires. Après 1860, de riches négociants s'y installent à leur tour et se font construire des hôtels particuliers. C'est dans ce contexte que la maison Marrast est bâtie.
Le docteur Despaignet la rachète par acte du 27 mars 1881 devant le notaire Me Surdois. Sa fille, Mme veuve Destieux, la vend à la ville de Mont-de-Marsan (maire Robert Besson, acte des 30 novembre et 1er décembre 1955) pour en faire un musée, bibliothèque ou une œuvre d'intérêt local ou municipal). La vente est assortie de clauses, dont l'une dispose en particulier que si la ville revend le bien, il ne pourra être utilisé comme commerce, que ce soit hôtel, restaurant, salle de bal et devrait revenir à sa destination primitive de maison d'habitation. La maison accueille ainsi tour à tour l'école de musique municipale, le comité des fêtes, la régie des eaux, l'orchestre montois, avant d'être revendue en 2016 et transformée en commerce, le pub irlandais O'Green Oak.

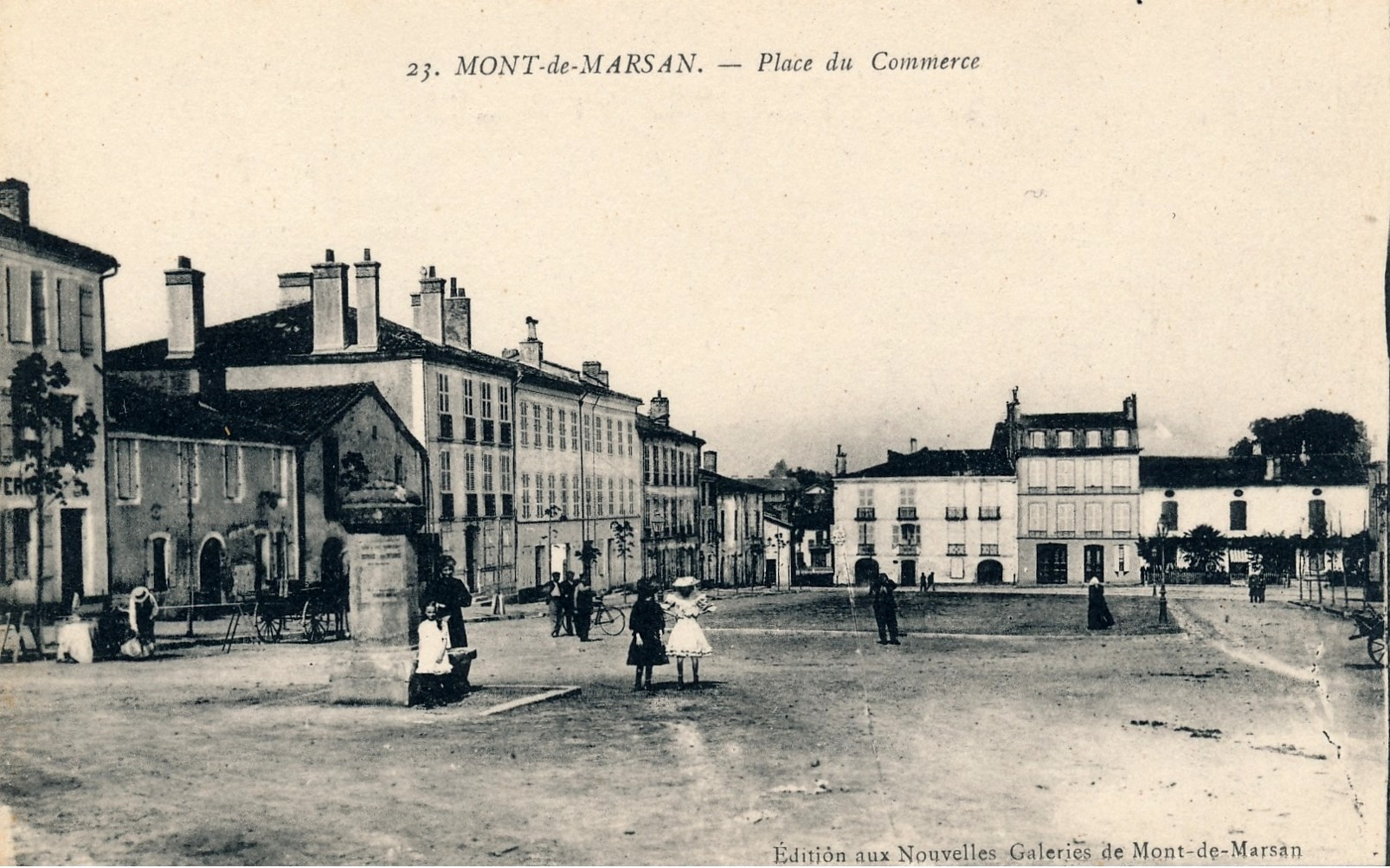
Maison Marrast, au fond de la place du Commerce
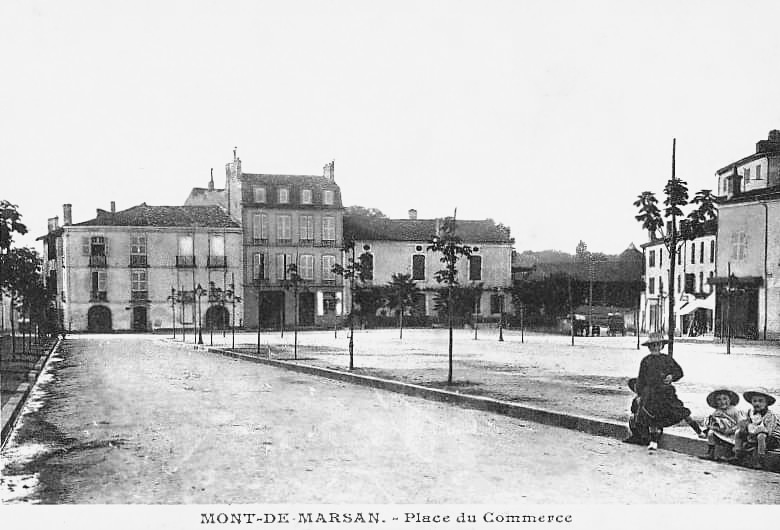
Maison Marrast.